# Кужунтай
Кужунта́й (рос. Кужунтай) — селище у складі Акбулацького району Оренбурзької області, Росія.

## Населення
Населення — 156 осіб (2010; 186 у 2002).
Національний склад (станом на 2002 рік):
- казахи — 57 %